# Croix de chemin de Beaufremont
La croix de chemin de Beaufremont (ou croix d'Alberg) est une croix situé à Beaufremont, en France.

## Généralités
La croix est située près de la mairie et près du chemin du Taureau, sur le territoire de la commune de Beaufremont, dans le département des Vosges, en région Grand-Est, en France. 

## Histoire
La crois est datée de la fin du XVIe siècle ou début XVIe siècle. Elle est restaurée en 1804, date gravée sur la croix. La croix est classée au titre des monuments historiques par arrêté du 13 août 1906.

## Description
D'une hauteur de 6,05 mètres la croix est en pierre. Elle repose sur un emmarchement carré de 4 marches, sur lequel se trouve un petit socle carré, sur lequel repose un fut octogonal décoré. Au dessus, repose une croix fleuronnée.
Au niveau iconographique, le fut est orné de reliefs représentant diverses scènes bibliques, ainsi que les apôtres, sainte Barbe, saint Grat et saint Michel. Sur la croix, une représentation de la Vierge et une de saint Jean sont également présentes.